# Vicente Piquer
Vicente Piquer Mora (Algar de Palancia, Valencia, España; 24 de febrero de 1935-1 de marzo de 2018) fue un jugador y entrenador de fútbol español. Como jugador se desempeñaba en la demarcación de defensa. Disputó más de doscientos setenta partidos con el Valencia Club de Fútbol, conjunto con el que alzaría además dos Copas de Ferias.

## Trayectoria deportiva

### Inicios
Comenzó su carrera deportiva en el Mestalla, donde jugó entre 1955 y 1957. Fichado por el Valencia en 1957, permaneció en el primer equipo hasta 1965, momento en el que fichó por el Málaga, donde jugó sus dos últimas temporadas.
Se hizo famoso entre la afición del Valencia por sus marcajes a Paco Gento.

### Selección nacional
Fue internacional con la Selección de fútbol de España debutando en partido oficial contra Francia en el encuentro amistoso disputado el 10 de diciembre de 1961 en París, que finalizó con empate a uno, disputando Piquer los noventa minutos.

### Clubes

#### Como jugador
| Club           | País   | Año       |
| -------------- | ------ | --------- |
| C. D. Mestalla | España | 1955-1957 |
| Valencia C. F. | España | 1957-1965 |
| C. D. Málaga   | España | 1965-1967 |

#### Como entrenador
| Club                 | País   | Año       |
| -------------------- | ------ | --------- |
| Selección Valenciana | España | 1973-1974 |
| Albacete Balompié    | España | 1976      |
| Vinaròs C. F.        | España | 1976-1978 |
| Úbeda C. F.          | España | 1979-1980 |
| Levante U. D.        | España | 1981      |
| U. D. Alzira         | España | 1982      |
| U. D. Vall de Uxó    | España | 1983-1984 |
| C. F. Nules          | España | 1984-1985 |
| C. D. Teruel         | España | 1985-1986 |
| C. F. Nules          | España | 1986      |
| S. C. Requena        | España | 1988-1989 |
| U. D. Barbastro      | España | 1990      |

## Palmarés

### Como jugador
Torneos internacionales
| Título         | Club           | Año  |
| -------------- | -------------- | ---- |
| Copa de Ferias | Valencia C. F. | 1962 |
| Copa de Ferias | Valencia C. F. | 1963 |